# Nachtmahr
Nachtmahr (en castellano, Pesadilla) es un proyecto musical austriaco de música electrónica y música industrial dirigido por Thomas Rainer, quien es el vocalista y el encargado de los arreglos electrónicos del proyecto. Además, Rainer está a cargo de otro proyecto llamado L'Âme Immortelle. 

## Historia
Rainer volvió a la escena de la música después de otros proyectos que tenía años antes, por lo cual en el 2007 emprendió el estilo de la electrónica formando Nachtmahr. Desde entonces, su música es presentada en clubes europeos con una propuesta nueva de electrónica gótica y fuerte, mezclando sonidos mecanizados y muy duros. 
Kunst Ist Krieg fue el primer disco de Nachtmahr lanzado en 2007, donde el tema “BoomBoomBoom” logró posicionarse con gran éxito en toda Europa que incluso se utilizó en la banda sonora de la película Saw IV de ese mismo año.
Katharsis es el sencillo que fue publicado en 2008 que cuenta con tres temas que serían el adelanto de su siguiente trabajo “Feuer Frei!” Se compone de algunos mix del tema junto con las canciones Feuer Frei!, Schwarzflug, Unsterblich y I believe in blood. 
Feuer Frei! es el disco que hablaría en sus 11 temas sobre los vacíos de la sociedad austriaca moderna, causando polémicas. Esto se ve reflejado en el ritmo de sus canciones, algo militantes y con su portada, parecida al régimen Nazi. Fue publicado en 2008 y contendría algunos temas de su primer álbum como Deus ex Machina. Katharsis sería el último track de la colección.
Alle Lust will Ewigkeit es el disco mejor logrado y mejor producido dentro de 
su discografía que fue publicado en 2009. Llama la atención debido a muchas características. Musicalmente hablando, resultó ser más rápido sus sonidos como es en el caso de Code; Red. La temática guarda mucho el tema sexual, incluso la portada es sugerente, mostrando a una de sus militantes casi mostrando uno de sus pechos y amenazándose con un arma típica de la Segunda Guerra Mundial, guardando también el sadomasoquismo, y letras totalmente explícitas y sugerentes como Sklave.
Semper Fidelis cronológicamente es su tercer álbum de estudio lanzado en noviembre de 2010 mostrando sonidos más mecanizados y sin perder la identidad característica de sus primeros discos. Su EP, Can You Feel the Beat? fue lanzado el 26 de septiembre de 2011. Éste cuenta con trece temas, entre ellos tres canciones nuevas. Antes de su publicación contaba con un pequeño tráiler del que sería su video promocional que ahora está en You Tube y la portada oficial del EP.

## Indumentaria y controversias
El estilo característico de Nachtmahr hace que la indumentaria de sus miembros sea muy grotesca y llamativa. Cabe destacar que el propio Thomas Rainer usa un atuendo típico en los conciertos al que usaba Adolfo Hitler durante sus discursos en la Alemania Nazi, causando gran controversia. Otros son sus acompañantes en sus sesiones fotográficas, que son representadas como las mujeres típicas del régimen nazi. Incluso cabe destacar que el símbolo de Nachtmahr es una N colocada en el brazo, al igual que la esvástica nacionalsocialista. A pesar de todas estas características, no hay referencias que digan que Thomas Rainer sea de mentalidad nazi, solo dice que es solo por moda, llamar la atención a través de lo visual y guardar la identidad de su música.
Además, Thomas Rainer dice que las mujeres uniformadas le dan el toque sexy, y que él siempre ha considerado que las militares conservan la sensualidad a través del uniforme.

## Discografía

### Álbumes de estudio
- Feuer Frei! (2008)
- Alle Lust Will Ewigkeit (2009)
- Semper Fidelis (2010)
- Veni Vidi Vici (2012)
- Feindbild (2014)
- Kampfbereit (2016)
- Antithese (2019)
- Stellungskrieg (2021)
- Verboten! (2024)

### EP
- Kunst Ist Krieg (2007)
- Katharsis (2008)
- Mädchen In Uniform (2010)
- Can You Feel the Beat? (2011)
- Widerstand (2018)
- Gehorsam (2018)

### Compilados
- Mit vereinten Kräften (2016)
- Unbeugsam (2017)
- Flamme (2020)